# 데버라 윈터스
데버라 윈터스(영어: Deborah Winters, 1953년 11월 27일 ~ )는 미국의 배우이다.
로스앤젤레스에서 태어났다.

## 영화
- 램프의 환생 (1987년)
- 전쟁의 폭풍 (1983년)
- 블루 선샤인 (1978년)
- 클래스 44 (1973년)
- 코치 (1971년)
- 미 나탈리 (1969년)